# Liste der Mitglieder des Senats im 11. Kongress der Vereinigten Staaten
Die Senatoren im 11. Kongress der Vereinigten Staaten wurden zu einem Drittel 1808 und 1809 neu gewählt. Vor der Verabschiedung des 17. Zusatzartikels 1913 wurde der Senat nicht direkt gewählt, sondern die Senatoren wurden von den Parlamenten der Bundesstaaten bestimmt. Jeder Staat wählt zwei Senatoren, die unterschiedlichen Klassen angehören. Die Amtszeit beträgt sechs Jahre, alle zwei Jahre wird für die Sitze einer der drei Klassen gewählt. Zwei Drittel des Senats bestehen daher aus Senatoren, deren Amtszeit noch andauert.
Die Amtszeit des 11. Kongresses ging vom 4. März 1809 bis zum 3. März 1811, seine erste Tagungsperiode fand vom 22. Mai bis zum 28. Juni 1809 in Washington, D.C. statt, die zweite Periode vom 27. November 1809 bis zum 1. Mai 1810, die dritte vom 3. Dezember 1810 bis zum 3. März 1811. Vorher fand bereits vom 4. bis zum 7. März 1809 eine Sondersitzung statt.

## Zusammensetzung und Veränderungen
Im 10. Kongress saßen am Ende seiner Amtszeit 28 Republikaner (heute meist Demokratisch-Republikanische Partei genannt) und sechs Föderalisten. Die Republikaner verloren bei der Wahl einen Sitz an die Föderalisten. In Maryland und Tennessee hatten die Parlamente nicht rechtzeitig gewählt, die Amtsinhaber wurden aber temporär als Nachfolger bestimmt und später im Jahr gewählt. Edward Tiffin trat zum Ende des 10. Kongresses zurück, dadurch fiel die Mehrheit der Republikaner kurzzeitig auf 26 gegen sieben Föderalisten, lag bei Beginn der ersten Sitzungsperiode aber bei 27 zu sieben, da der Gouverneur von Ohio Stanley Griswold zum Nachfolger Tiffins ernannte. Zwei Todesfälle und mehrere Rücktritte erforderten Nachwahlen. Diese änderten das Parteiverhältnis bis Juni 1810 nicht. Mit der Wahl von Charles Cutts in New Hampshire, der in den meisten Quellen als Republikaner bezeichnet wird, lag das Verhältnis bei 27 Republikanern und sieben Föderalisten, wo es bis zum Ende des 11. Kongresses blieb. Es gibt allerdings Quellen, nach denen Cutts den Föderalisten zugerechnet wird.

## Spezielle Funktionen
Nach der Verfassung der Vereinigten Staaten ist der Vizepräsident der Vorsitzende des Senats, ohne ihm selbst anzugehören. Bei Stimmengleichheit gibt seine Stimme den Ausschlag. Während des 11. Kongresses war George Clinton Vizepräsident. Im Gegensatz zur heutigen Praxis leitete der Vizepräsident bis ins späte 19. Jahrhundert tatsächlich die Senatssitzungen. Ein Senator wurde zum Präsidenten pro tempore gewählt, der bei Abwesenheit des Vizepräsidenten den Vorsitz übernahm. Vom 4. März bis zum 21. Mai 1809 war weiter der vom 10. Kongress gewählte John Milledge Präsident pro tempore. Vom 26. Juni bis zum 18. Dezember 1809 war Andrew Gregg Präsident pro tempore, vom 28. Februar bis zum 2. März und vom 17. April bis zum 11. Dezember 1810 John Gaillard, vom 23. Februar 1811 bis zum Ende des Kongresses am 3. März 1811 John Pope, der dies im 12. Kongress bis zum 3. November 1811 blieb.

## Liste der Senatoren
Unter Partei ist vermerkt, ob ein Senator der Föderalistischen Partei oder der Republikanischen Partei zugerechnet wird, unter Staat sind die Listen der Senatoren des jeweiligen Staats verlinkt. Die reguläre Amtszeit richtet sich nach der Senatsklasse: Senatoren der Klasse I waren bis zum 3. März 1815 gewählt, die der Klasse II bis zum 3. März 1811 und die der Klasse III bis zum 3. März 1813. Das Datum gibt an, wann der entsprechende Senator in den Senat aufgenommen wurde, eventuelle frühere Amtszeiten nicht berücksichtigt. Unter Sen. steht die fortlaufende Nummer der Senatoren in chronologischer Ordnung, je niedriger diese ist, umso größer ist in der Regel die Seniorität des Senators. Die Tabelle ist mit den Pfeiltasten sortierbar.
| Senator                 | Partei         | Staat          | Klasse | Datum         | Sen. | Anmerkung                                                         |
| ----------------------- | -------------- | -------------- | ------ | ------------- | ---- | ----------------------------------------------------------------- |
| James Hillhouse         | Föderalist     | Connecticut    | I      | 18. Mai 1796  | 59   | trat am 10. Juni 1810 zurück                                      |
| Samuel W. Dana          | Föderalist     | Connecticut    | I      | 10. Mai 1810  | 157  | gewählt als Nachfolger für Hillhouse                              |
| Chauncey Goodrich       | Föderalist     | Connecticut    | III    | 25. Okt. 1807 | 142  |                                                                   |
| Samuel White            | Föderalist     | Delaware       | I      | 28. Feb. 1801 | 95   | starb am 4. November 1809                                         |
| Outerbridge Horsey      | Föderalist     | Delaware       | I      | 12. Jan. 1810 | 156  | gewählt als Nachfolger für White                                  |
| James A. Bayard         | Föderalist     | Delaware       | II     | 13. Nov. 1804 | 124  |                                                                   |
| William Harris Crawford | Republikaner   | Georgia        | II     | 7. Nov. 1807  | 143  |                                                                   |
| John Milledge           | Republikaner   | Georgia        | III    | 19. Juni 1806 | 132  | Präsident pro tempore trat am 14. November 1809 zurück            |
| Charles Tait            | Republikaner   | Georgia        | III    | 27. Nov. 1809 | 154  | gewählt als Nachfolger für Milledge                               |
| Buckner Thruston        | Republikaner   | Kentucky       | II     | 4. März 1805  | 129  | trat am 18. Dezember 1809 zurück                                  |
| Henry Clay              | Republikaner   | Kentucky       | II     | 4. Jan. 1810  | 134  | gewählt als Nachfolger für Thruston früher im 9. Kongress         |
| John Pope               | Republikaner   | Kentucky       | III    | 4. März 1807  | 138  | Präsident pro tempore                                             |
| Samuel Smith            | Republikaner   | Maryland       | I      | 4. März 1803  | 114  |                                                                   |
| Philip Reed             | Republikaner   | Maryland       | III    | 25. Nov. 1806 | 133  |                                                                   |
| James Lloyd             | Föderalist     | Massachusetts  | I      | 9. Juni 1808  | 144  |                                                                   |
| Timothy Pickering       | Föderalist     | Massachusetts  | II     | 4. März 1803  | 111  |                                                                   |
| Nicholas Gilman         | Republikaner   | New Hampshire  | II     | 4. März 1805  | 127  |                                                                   |
| Nahum Parker            | Republikaner   | New Hampshire  | III    | 4. März 1807  | 137  | trat am 1. Juni 1810 zurück                                       |
| Charles Cutts           | Republikanera) | New Hampshire  | III    | 21. Juni 1810 | 158  | gewählt als Nachfolger für Parker                                 |
| John Lambert            | Republikaner   | New Jersey     | I      | 4. März 1809  | 149  |                                                                   |
| Aaron Kitchell          | Republikaner   | New Jersey     | II     | 4. März 1805  | 128  | trat am 12. März 1809 zurück                                      |
| John Condit             | Republikaner   | New Jersey     | II     | 21. März 1809 | 117  | gewählt als Nachfolger für Kitchell früher im 8. bis 10. Kongress |
| Obadiah German          | Republikaner   | New York       | I      | 4. März 1809  | 148  |                                                                   |
| John Smith              | Republikaner   | New York       | III    | 23. Feb. 1804 | 119b |                                                                   |
| James Turner            | Republikaner   | North Carolina | II     | 22. Dez. 1805 | 130  |                                                                   |
| Jesse Franklin          | Republikaner   | North Carolina | III    | 4. März 1807  | 86   | früher im 6. bis 8. Kongress                                      |
| Return Meigs            | Republikaner   | Ohio           | I      | 12. Dez. 1808 | 145  | trat am 10. Dezember 1810 zurück                                  |
| Thomas Worthington      | Republikaner   | Ohio           | I      | 15. Dez. 1810 | 116  | gewählt als Nachfolger für Meigs früher im 8. und 9. Kongress     |
| Stanley Griswold        | Republikaner   | Ohio           | III    | 18. Mai 1809  | 152  | ernannt                                                           |
| Alexander Campbell      | Republikaner   | Ohio           | III    | 11. Dez. 1809 | 155  |                                                                   |
| Michael Leib            | Republikaner   | Pennsylvania   | I      | 9. Jan. 1809  | 146  |                                                                   |
| Andrew Gregg            | Republikaner   | Pennsylvania   | III    | 4. März 1807  | 135  | Präsident pro tempore                                             |
| Francis Malbone         | Föderalist     | Rhode Island   | I      | 4. März 1809  | 150  | starb am 4. Juni 1809                                             |
| Christopher G. Champlin | Föderalist     | Rhode Island   | I      | 26. Juni 1809 | 153  | gewählt als Nachfolger für Malbone                                |
| Elisha Mathewson        | Republikaner   | Rhode Island   | II     | 26. Okt. 1807 | 136c |                                                                   |
| Thomas Sumter           | Republikaner   | South Carolina | II     | 15. Dez. 1801 | 105  | trat am 16. Dezember 1810 zurück                                  |
| John Taylor             | Republikaner   | South Carolina | II     | 31. Dez. 1810 | 159  | gewählt als Nachfolger für Sumter                                 |
| John Gaillard           | Republikaner   | South Carolina | III    | 6. Dez. 1804  | 125  | Präsident pro tempore                                             |
| Joseph Anderson         | Republikaner   | Tennessee      | I      | 26. Sep. 1797 | 70   |                                                                   |
| Daniel Smith            | Republikaner   | Tennessee      | II     | 4. März 1805  | 79   | trat am 31. März 1809 zurück früher im 5. Kongress                |
| Jenkin Whiteside        | Republikaner   | Tennessee      | II     | 11. Apr. 1809 | 151  | gewählt als Nachfolger für Smith                                  |
| Jonathan Robinson       | Republikaner   | Vermont        | I      | 10. Okt. 1807 | 141  |                                                                   |
| Stephen R. Bradley      | Republikaner   | Vermont        | III    | 15. Okt. 1801 | 30   | früher im 2. bis 4. Kongress                                      |
| Richard Brent           | Republikaner   | Virginia       | I      | 4. März 1809  | 147  |                                                                   |
| William Branch Giles    | Republikaner   | Virginia       | II     | 11. Aug. 1804 | 120  |                                                                   |

- Republikaner bezeichnet Angehörige der heute meist als Demokratisch-Republikanische Partei oder Jeffersonian Republicans bezeichneten Partei.
- a) Cutts wird in der Liste des Senats und anderen Quellen als Republikaner bezeichnet, in der Biographie des Senats steht „elected as a Federalist“, unter Party aber „Democratic Republican“.[5]
- b) Smith trat sein Amt anderen Quellen nach erst am 23. Februar an.[6]
- c) Mathewson wird in der Liste des Senats mit Amtsantritt 4. März geführt, was anderen Quellen nach falsch ist.[7]